# Angelino de Oliveira
Angelino de Oliveira (Itaporanga, 21 de abril de 1888 — São Paulo, 24 de abril de 1964) foi um compositor e instrumentista brasileiro. 
Compôs Tristeza do Jeca, Moda de Botucatu e Incruziada, entre outras canções, regravadas extensamente por artistas da MPB e da música sertaneja.
Foi em Botucatu que Angelino desenvolveu a maior parte da sua atividade musical, sendo o músico local mais cultuado da cidade, embora outros tenham alcançado maior fama como Raul Torres e Antenor Serra, o Serrinha.
Em sua obra destacam-se canções, tangos, valsas, sambas-canções, e até um fox trot. O que mais se aproxima da música sertaneja são suas toadas, como a famosa Tristeza do Jeca. Uma das edições desta música, da década de 1920, traz na capa a indicação de gênero: canção. O ritmo da melodia é diferente do que hoje se canta, bem como o andamento sugerido na partitura: lento. Até uma parte da melodia está em altura diferente do que hoje se canta, modificação provavelmente introduzida pela gravação-versão de Tonico e Tinoco, fato já apontado por Paulo Freire em seu livro sobre o compositor).
Além de Tristeza do Jeca, Caboclo Velho, Sabiá e Prece, são verdadeiros clássicos sertanejos.

## Biografia
Angelino de Oliveira foi um verdadeiro homem dos sete instrumentos: dentista, escrivão de polícia, comerciante, radialista, violonista, trombonista e compositor. Mas seria com esta última profissão que ficaria para sempre na história da música.
Aos seis anos de idade Angelino mudou-se, com os pais, para Botucatu, próspera cidade cujo comércio de café e algodão atraia lavradores, tropeiros e mascates, entre outros. Ali faz seus primeiros estudos e tomou contato com violeiros vindos de diversos pontos do Brasil, em busca oportunidades, o que despertou seu interesse para música caipira.
Mais tarde, em Ribeirão Preto, fez o curso de odontologia. Mas a atração pela arte o acompanhou e, agora casado com Maria Malleus, voltou para Botucatu e abre a loja A Musical, onde vivia em meio às partituras e instrumentos.
Contudo, o comércio não lhe agradava e Angelino fechou a loja, deixou de exercer a profissão de dentista e foi trabalhar na Rádio Municipal de Botucatu, onde ocupava o posto de diretor artístico. Nesta mesma época, ingressou na Banda de Música São Benedito, onde tocava trombone. Era também exímio violinista e violonista.
De seu encontro com José Maria Pires nasceu o duo Vi-Gui (primeiras sílabas de violão e guitarra) e, em seguida, o pianista Luís Cardoso juntou-se a eles e formaram o Vi-Gui-Pi (violão, guitarra e piano).
Angelino faleceu aos 74 anos, deixando sua marca na música, e onde entre tantas de igual valor, destaca-se Tristeza do Jeca, considerado o verdadeiro "hino caipira".

## Tristeza do Jeca
A primeira gravação de Tristeza do Jeca feita em disco data de 1922 ou 1923, interpretada pela orquestra Brasil-América, numa versão instrumental. A segunda saiu em 1926, e foi interpretada por Patrício Teixeira (1893 - 1972), cantor carioca, da turma de Pixinguinha e Donga.
Em 1937 foi gravada por Paraguassu, pseudônimo de Roque Ricciardi (1894 - 1976), que ficou famoso como cantor de serenatas, as modinhas, gênero de música romântica muito popular no início do século XX. Anteriormente, ele gravara outras músicas de Angelino. Em 1931 lançou em disco Tenho pena dos meus olhos, canção absolutamente romântica, sem nada de caipira. Em 1936, gravou Lua cheia. Tristeza do Jeca foi publicada em partitura e em época anterior ao primeiro boom da música caipira, ocorrido em 1929 com as gravações pioneiras de Cornélio Pires, quando autênticos caipiras entraram finalmente na indústria cultural.
Tristeza do Jeca também foi gravada por Tonico e Tinoco, e regravada, ao longo do tempo, por muitos outros artistas. Foi um sucesso tão grande que logo atravessou as fronteiras brasileiras e tornou-se conhecida em diversos continentes.

## Homenagens[3]
Em sua homenagem foi instituído, em 1967, o Dia do Sertanejo, comemorado no último domingo de junho.
Em 1982 foi instituída a Semana Angelino de Oliveira, que anualmente celebra-se na semana que inclui o dia 17 de junho.
Existe na cidade de Botucatu a Escola Estadual de Primeiro Grau Angelino de Oliveira, bem como uma rua com seu nome na Vila Nova Botucatu.
Foi-lhe concedido post-mortem o título de Cidadão Botucatuense.
O violeiro Paulo Freire escreveu em 1996 o livro Eu nasci naquela serra, contando, entre outras histórias, a trajetória de Angelino de Oliveira.
Marilda Cavalcanti escreveu Angelino de Oliveira, o inspirado autor de Tristezas do Jeca, uma obra que reúne farta documentação, além da discografia e musicografia de Angelino.